# Roses (canção de The Chainsmokers)
"Roses"  é uma canção da dupla de DJs estadunidense The Chainsmokers, gravada para o seu primeiro extended play (EP) Bouquet. Conta com a participação da cantora compatriota Rozes. Foi composta pelo integrante Andrew Taggart com o auxílio de Elizabeth Mencel, enquanto a produção ficou a cargo da dupla.  O seu lançamento ocorreu em 16 de junho de 2015, através das gravadoras Disruptor Records e Columbia Records, servindo como o primeiro single do projeto.

## Desempenho nas tabelas musicais

### Posições
| Tabela musical (2016)                                  | Melhor posição |
| ------------------------------------------------------ | -------------- |
| Alemanha (Media Control Charts)                        | 24             |
| Austrália (ARIA Charts)                                | 5              |
| Áustria (Ö3 Austria Top 40)                            | 18             |
| Bélgica (Ultratop 50 de Flandres)                      | 31             |
| Bélgica (Ultratop 40 da Valônia)                       | 22             |
| Canadá (Canadian Hot 100)                              | 6              |
| Dinamarca (Tracklisten)                                | 29             |
| Escócia (The Official Charts Company)                  | 12             |
| Eslováquia (IFPI Slovenská Republika)                  | 5              |
| Espanha (Productores de Música de España)              | 75             |
| Estados Unidos (Billboard Hot 100)                     | 6              |
| Estados Unidos (Pop Songs)                             | 3              |
| Estados Unidos (Adult Pop Songs)                       | 26             |
| Estados Unidos (Hot Dance Club Songs)                  | 11             |
| Estados Unidos (Hot Dance/Electronic Songs)            | 1              |
| Estados Unidos (Rhythmic Songs)                        | 4              |
| Finlândia (IFPI Finlândia)                             | 18             |
| França (Syndicat National de l'Édition Phonographique) | 26             |
| Irlanda (Irish Recorded Music Association)             | 19             |
| Itália (Federazione Industria Musicale Italiana)       | 42             |
| Líbano (The Official Lebanese Top 20)                  | 9              |
| Noruega (VG-lista)                                     | 8              |
| Nova Zelândia (NZ Top 40 Singles)                      | 8              |
| Países Baixos (MegaCharts)                             | 18             |
| Reino Unido (UK Singles Chart)                         | 16             |
| Chéquia (IFPI Česká Republika)                         | 9              |
| Suécia (Sverigetopplistan)                             | 13             |
| Suíça (Schweizer Hitparade)                            | 20             |